# Alte Tonhalle (Дюссельдорф)

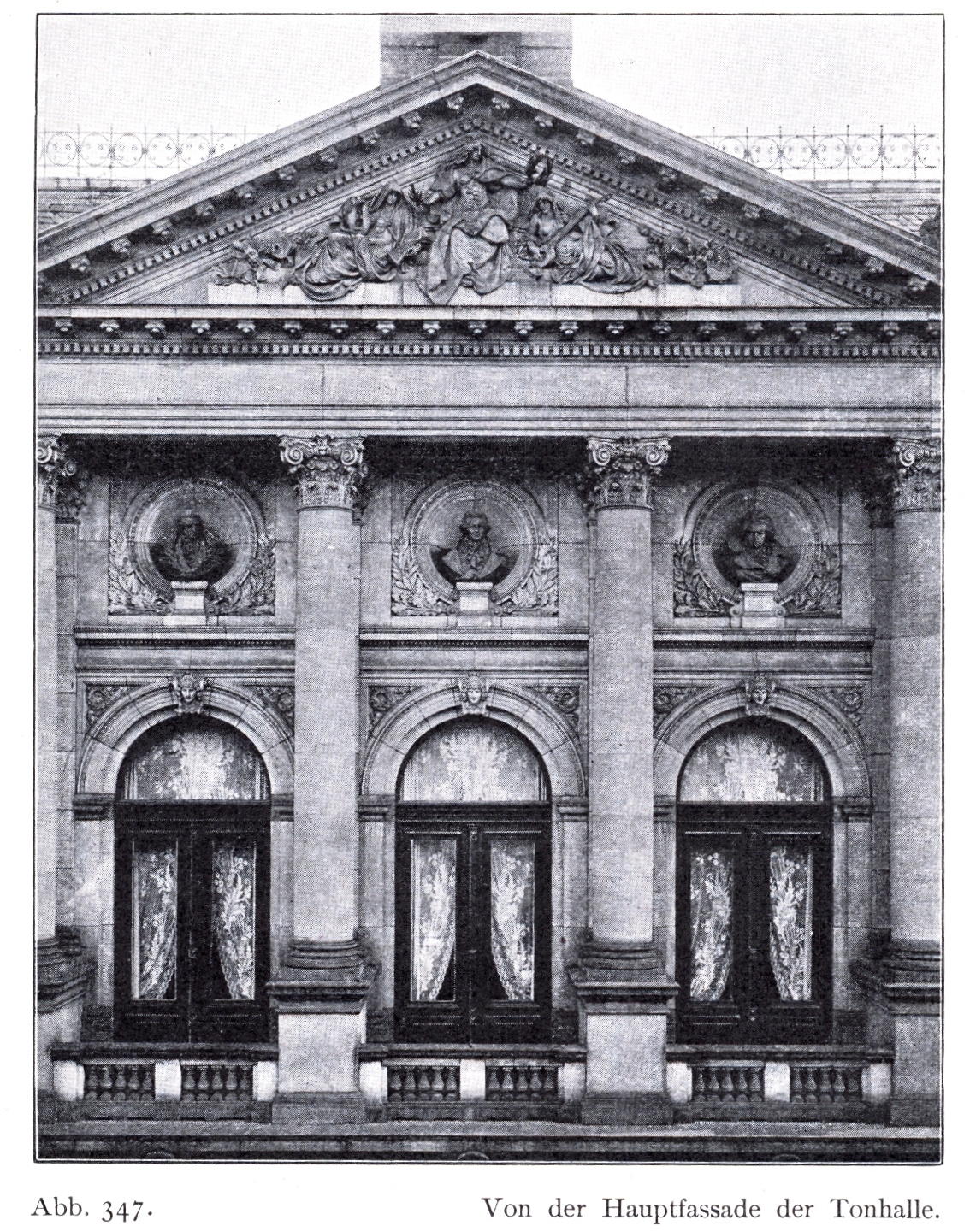
Фасад старого Тонхалле

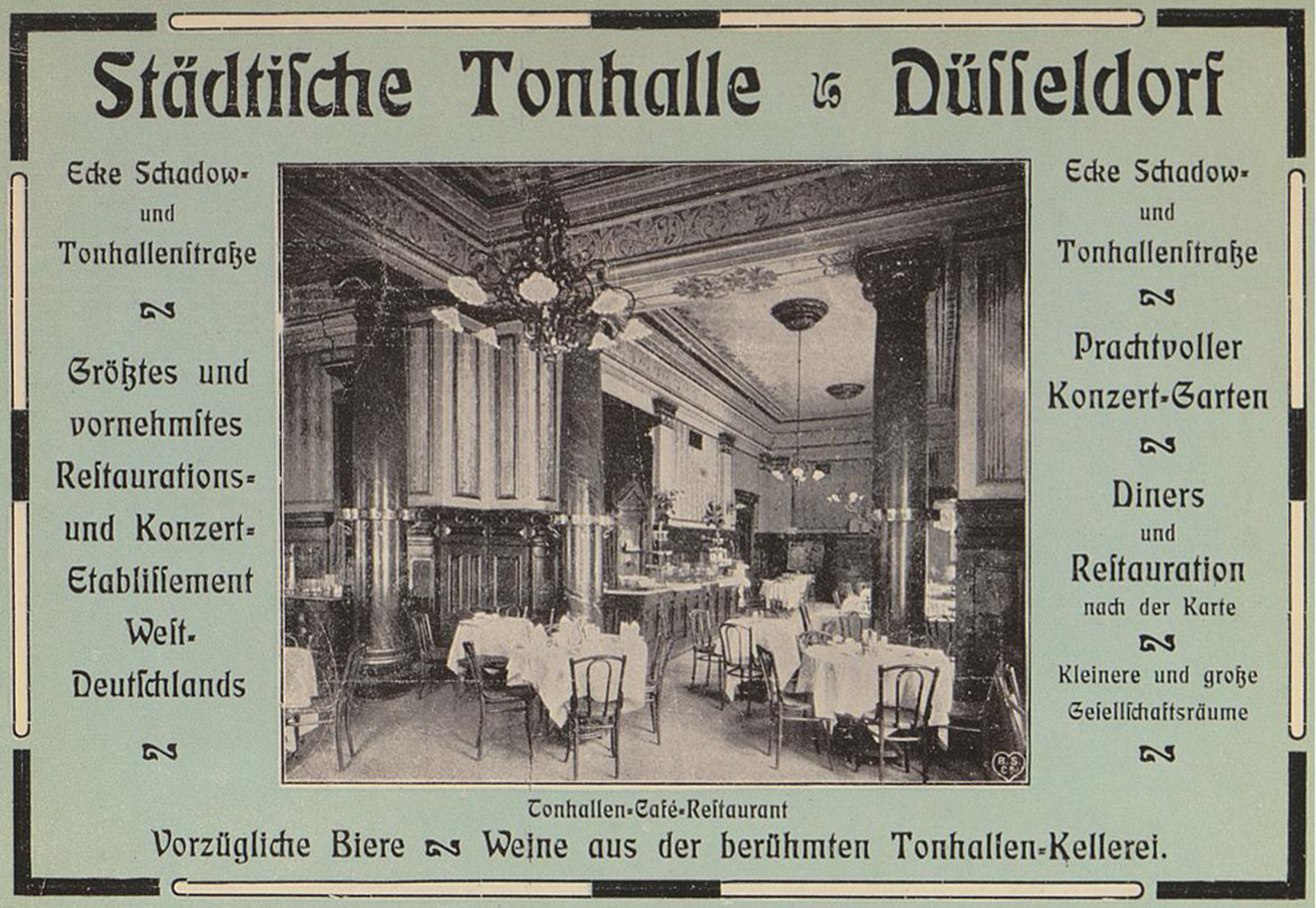
Кафе-ресторан в старом Тонхалле, 1905

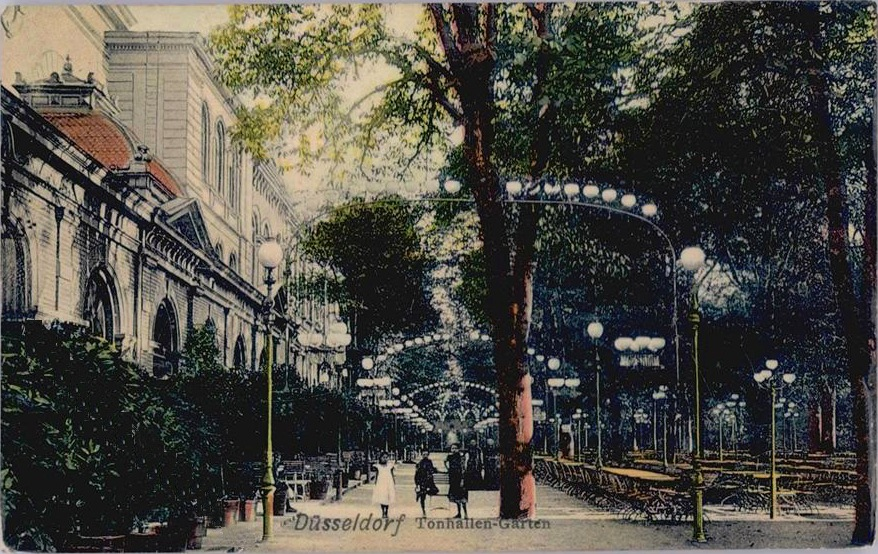
Сад в старом Тонхалле (почтовая карточка)1906

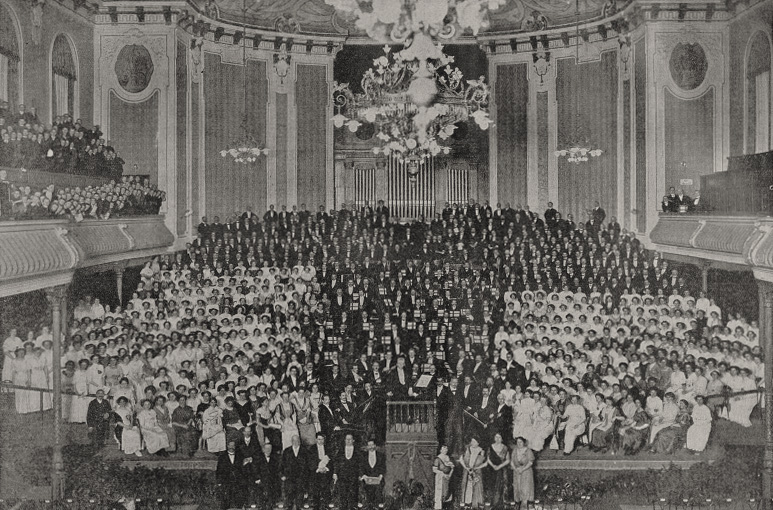
Исполнение 8-й симфонии Малера в Императорском зале 11 — 12 декабря 1912 года. Фотография Йозефа Хенне.

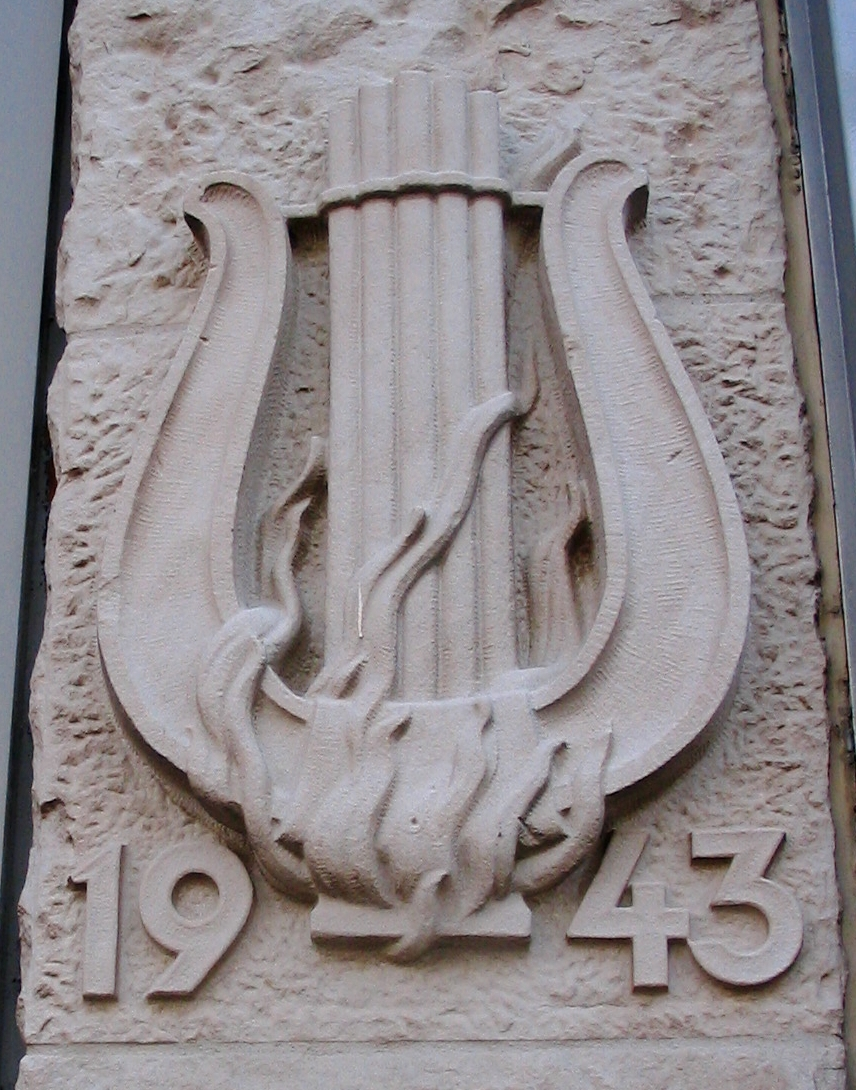
Памятная доска на современном здании супермаркета Карштадт: лира в пламени, 1952. скульптор Вилли Хозельманн

Старый Тонхалле (нем. Alte Tonhalle) — старый муниципальный зал заседаний и одновременно концертный зал в Дюссельдорфе.

## Описание
В 1818 году первый музыкальный фестиваль Нижнего Рейна, учрежденный Муниципальной музыкальной ассоциацией, прошел в зале Гейслера, который с 1830 года стал центром любителей музыки. Это был ресторан с большим деревянным залом, который раньше назывался рестораном в саду Беккера. В 1850 году количество зрителей в Зале Гейслера было почти 1000. В 1863 году город приобрел в свою собственность этот ресторан, который в то время уже назывался Тонхалле.
Здесь исполняли свои произведения такие известные композиторы, как Феликс Мендельсон Бартольди, Норберт Бургмюллер, Фердинанд Хиллер, Юлиус Риц, Фердинанд Рис и Роберт Шуман. Здесь выступали Йозеф Иоахим и Дженни Линд. Ференц Лист, Иоганнес Брамс и многие великие композиторы 19 века праздновали здесь большой успех. Здесь, в частности, с большим успехом прошли премьеры «Павла» Мендельсона в 1836 году, а также «Паломничество роз» Шумана и «Реквиема по Миньоне» в 1849 году. В декабре 1912 года состоялось второе исполнение 8-й симфонии («1000-ти участников») Густава Малера после мюнхенской премьеры в сентябре 1910 года.
Первый муниципальный концертный зал был построен за два года и открыт в 1865 году. Он был расположен на Флингер Штайнвег (нем. Flinger Steinweg), сегодня — Шадовштрассе (нем. Schadowstraße).. В здании был оборудован большой Императорский концертный зал (нем. Kaisersaal) длиной 42,48 м и шириной 24,20 м. Этот зал с двумя галереями вмещал 2820 человек. Зал, отличающийся хорошей акустикой, был назван в честь кайзера Вильгельма I, и в нём для влиятельных лиц Рейнской провинции 18 сентября 1884 года во славу императора был устроен торжественный ужин.
В 1886 году был объявлен конкурс на новое здание, в котором вышел победителем и был награждён проект архитекторов Германа фон Эндта и Бруно Шмитца, выполненный в стиле неоренессанса. Позже местные архитекторы Эберхард Вестхофен и Пайфховен спроектировали расширенный вариант здания, который был реализован в 1889—1892 годах. Центральный вход в него подчёркивал классический портик. От него в настоящее время сохранилась колонна, которую Гельмут Хентрих воздвиг в Малькастенпарке Дюссельдорфа (нем. Malkastenpark) в качестве напоминание о традиционном значении дюссельдорфской музыки и фестивальной культуры. Сохранились «Императорский зал», «Рыцарский зал», соединительный зал и большое количество представительских подсобных помещений. В 1901 году чиновники Пайфховен и Йоханнес Радке, курирующие строительными работами, украсили Императорский зал новой лепниной. Подобным образом компания Хемминг & Витте (нем. Hemming & Witte) обогатили внутренний вид Рыцарского зала потолочной росписью.
После расширения Тонхалле приобрело адрес Шадовштрассе 91. В дополнение к концертным залам в здании теперь также были устроены новые залы, магазины и рестораны. Карнавальные ассоциации Дюссельдорфа проводили здесь свои собрания, а ассоциация художников Малькастена проводила здесь свои бал-маскарады. Помимо еженедельных симфонических концертов, здесь проходили бизнес-встречи, лекции, благотворительные базары и карнавальные балы. В «Угольный день», проведенный угольной и сталелитейной промышленностью в Тонхалле в 1871 году, Уильям Томас Малвани призвал к созданию «Ассоциации по сохранению общих экономических интересов в Рейнской области и Вестфалии», заложив тем самым основу для развития крупного экономического района. Интерес предпринимателей к Дюссельдорфу послужил основой, благодаря которой город назовут «Письменным столом Рура».
Здание было серьёзно повреждено бомбёжками союзников в 1942 году, а затем снесено. Город продал участок Тонхалле торговой акционерной компании Карштадт (нем. Karstadt AG) в начале 1950-х годов., где на том же месте по проекту архитектора Филиппа Шефера был построен новый универмаг.